# Otani Mio
Otani Mio (大谷 未央, sinh ngày 5 tháng 5 năm 1979) là một cựu cầu thủ bóng đá nữ người Nhật Bản.

## Đội tuyển bóng đá nữ quốc gia Nhật Bản
Otani Mio thi đấu cho đội tuyển bóng đá nữ quốc gia Nhật Bản từ năm 2000 đến 2007.

## Thống kê sự nghiệp
| Nhật Bản  | Nhật Bản | Nhật Bản |
| Năm       | Trận     | Bàn      |
| --------- | -------- | -------- |
| 2000      | 5        | 0        |
| 2001      | 11       | 9        |
| 2002      | 10       | 2        |
| 2003      | 14       | 13       |
| 2004      | 10       | 7        |
| 2005      | 7        | 0        |
| 2006      | 9        | 0        |
| 2007      | 7        | 0        |
| Tổng cộng | 73       | 31       |